# Kościół Miłosierdzia Bożego w Sławie
Kościół pw. Miłosierdzia Bożego w Sławie – rzymskokatolicki kościół filialny należący do parafii św. Michała Archanioła w Sławie.

## Architektura
Świątynia została wzniesiona w latach 1834 - 1836 jako zbór ewangelicki pod wezwaniem Trójcy Świętej. Zaprojektował ją architekt Karl Friedrich Schinkel. Kościół został zbudowany w stylu późnoklasycystycznym. Jest to ceglana budowla, otynkowana, posiadająca dwukondygnacyjny korpus wybudowany na planie prostokąta oraz wieżę od strony zachodniej. 
We wnętrzu znajdują się drewniane empory podparte słupami. Sufit jest ozdobiony dekoracją przypominającą kasetony. W środkowej części ołtarza jest umieszczona drewniana rzeźba Chrystusa Miłosiernego.